# Cyclargus ammon
Cyclargus ammon är en fjärilsart som beskrevs av Lucas 1856. Cyclargus ammon ingår i släktet Cyclargus och familjen juvelvingar. Inga underarter finns listade i Catalogue of Life.